# Tullio Levi-Civita
Tullio Levi-Civita   (Pàdua, 29 de març de 1873 - Roma, 29 de desembre de 1941) va ser un matemàtic italià, famós pels seus treballs en càlcul diferencial absolut (càlcul de tensors), que posteriorment s'aplicà en la teoria de la relativitat.
Levi-Civita era fill d'una família jueva acomodada de Pàdua: el seu pare era advocat i polític, alcalde durant molts anys de la ciutat i senador del Regne d'Itàlia. El 1889, en acabar el estudis secundaris al institut, va ingressar a la universitat de Pàdua per estudiar matemàtiques, tot i que el seu pare hauria preferit que seguís els seus passos com advocat; però no solament no s'hi va oposar, sinó que, passats els anys, es va sentir força orgullós dels mèrits del seu fill. A la universitat va tenir com professors Giuseppe Veronese i Gregorio Ricci-Curbastro, el qual li va dirigir la tesi doctoral i va exercir notable influència en ell, col·laborant en diversos treballs posteriors.
A partir de 1897 va ser professor de la universitat de Pàdua en la qual va romandre vint anys, potser els més fructífers de la seva carrera. El 1918 va ser nomenat catedràtic de mecànica de la Universitat de Roma. El 1938, a causa de les lleis de discriminació racial feixistes, va ser desposseït del seu càrrec. Va passar els tres darrers anys de la seva vida com una persona privada, ajudant a col·legues i amics perseguits i, a vegades, aconseguint-los noves feines a Amèrica del Nord o del Sud.
Tot i que no va tenir cap mena d'activitat política, no va poder restar indiferent al creixement del feixisme al seu país i, el 1925, va ser un dels signants del Manifesto Croce en protesta per l'afer Matteotti. Malgrat tot, el 1931, en contra dels seus principis lliberals i internacionalistes, es va veure obligat a jurar lleialtat al govern feixista, cosa que tampoc el va salvar de la purga de 1938. Malgrat tots els premis i honors que va rebre al llarg de la seva vida, la seva mort el 1941 va ser ignorada per la comunitat matemàtica italiana i no es va fer cap cerimònia oficial. Només gràcies a la intervenció del Vaticà, es va poder celebrar un funeral privat.
L'etapa més productiva de la seva activitat científica va ser l'època de Pàdua. Durant els vint anys que hi va ser professor (1898-1918) va ver recerques fonamentals el problema dels tres cossos, hidrodinàmica, càlcul tensorial, i teoria de la relativitat general.